# 卡爾瓦林貝格山
47°42′52″N 13°36′23″E / 47.714315°N 13.606525°E
卡爾瓦林貝格山（德語：Kalvarienberg），是奧地利的山峰，位於該國北部，由上奧地利州負責管轄，屬於薩爾茲卡默古特山脈的一部分，處於巴特伊施尔，海拔高度606米。